# Dinton Castle
Dinton Castle (eller Dinton Folly) er en borgruin, der ligger umiddelbart nord for landsbyen Dinton i Buckinghamshire i England. Den blev bygget som folly til Dinton Hall af sir John Vanhatten i 1769. Han brugte det til sin samling af fossiler i kalkstensvæggene.
Ifølge præsten Callander blev "borgen" brugt en gang som midlertidigt mødested for non-konforme medlemmer af sognerådet. For at gør det mere bebageligt var  en presenning et improviseret tag.

## Restaurering
Borgen blev ikke vedligeholdt i mange år, og i en længere årrække var den støttet af stillads for ikke at styrte sammen. Den 26. januar 2017 blev der givet byggetilladelse til at ombygge Dinton Castle til beboelse. Restaureringen blev filmet og brugt i Channel 4s program Grand Designs i september 2018. Restaureringen blev også omtalt i The Walls Street Journal.